# Santa Bárbara Sistemas
Santa Bárbara Sistemas es un contratista de defensa con domicilio social en Madrid, España. Está integrada dentro del Grupo Europeo de Sistemas Terrestres de la empresa estadounidense General Dynamics. Es uno de los principales suministradores de las Fuerzas Armadas de España. Tiene sus fábricas en el municipio de Alcalá de Guadaíra de la provincia de Sevilla y en la localidad de Trubia, en el municipio de Oviedo.
Las líneas de negocio principales de Santa Bárbara Sistemas son: vehículos blindados, vehículos especiales y anfibios, sistemas de armas, municiones y misiles, e investigación y desarrollo (I+D).

## Historia
Con el comienzo del uso de cañones en las guerras en el siglo XIV, los fabricantes de cañones fueron artesanos que también realizaban otras obras de metal. Los cañones eran obras individualizadas y cada uno de ellos tenía un nombre. Estaban realizados de bronce (una aleación de cobre y estaño), lo que hacía que fuesen caros y poco duraderos. Al haber muchos compradores de armas, cualquier artesano que ofreciese una innovación que disminuyese el precio y mejorase la calidad recibía más clientela. En España los cañones pasaron a ser un elemento indispensable a partir de la Guerra de Granada del siglo XV. Los primeros cañones españoles se hicieron de hierro forjado, pero eran muy costosos y a finales del siglo XV empezaron a hacerse de bronce, que era más resistente, y estos fueron los más habituales hasta la década de 1550.
El descubrimiento de la realización de cañones con la técnica del hierro colado en 1543 en Inglaterra logró abaratar su coste una doceava parte y esta técnica se aplicó en otros países europeos, entre los que estaba España. En la primera mitad del siglo XVI se fabricaban cañones para el rey en Barcelona. Consta la fabricación de cañones en Málaga desde 1511. La fabricación de artillería en la ciudad de Málaga tuvo una gran importancia durante los siglos XVI y XVII, teniendo su sede en el edificio de las atarazanas. En 1540 la fundición de Juan Morell en Sevilla comenzó la producción de cañones para Carlos V, pasando a ser propiedad de la corona en 1643. La Real Fábrica de Artillería de Sevilla pasó a estar dirigida por asentistas hasta 1717, en que se nombró como director al comandante de Artillería de Sevilla. En 1932 la fábrica de Sevilla pasó a estar en el Consorcio de Industrias Militares hasta que, en 1959, fue adquirida por la Empresa Nacional Santa Bárbara del INI, conservando la gestión militar. En los años 80 se producían en ella fusiles CETME y el lanzacohetes Teruel. La fábrica cerró en 1991.
La Real Fábrica de Artillería de La Cavada, en Cantabria, posibilitó que España consiguiera tener autonomía completa para abastecerse de artillería a partir de 1635. Los centros de fabricación de armas de fuego portátiles más importantes estaban en la provincia de Guipúzcoa, en la provincia de Vizcaya y en Ripoll.
En España existieron muchos molinos para la producción de pólvora. El más antiguo se encontraba a las orillas del Darro, en Granada, pero un accidente trajo consigo la explosión de este en 1590 y fue trasladado en 1623 a un lugar elevado llamado El Fargue. La fábrica de El Fargue se dedicó a la producción de armamento y municiones. En 1850 pasó a estar a cargo del Cuerpo de Artillería. En el siglo XX la fábrica de El Fargue pasó a integrarse en Santa Bárbara, que en 2001 pasó a ser propiedad de General Dynamics. En 2020 esta fábrica pasó a ser propiedad de la empresa eslovaca MSM Group.
En 1633 se le concedió una licencia para un molino de pólvora a Francisco Berastegui y Lisón, esposo de Giomar Carrillo, dueña del mayorazgo de la localidad murciana de Javalí Viejo. Este, conocido como molino Alto, se instaló en la acequia de la Aljufía. En 1747 fue estatalizado y se instaló en este lugar la Fábrica Nacional de Pólvora Santa Bárbara. En los años 60 pasó a estar en la Empresa Nacional Santa Bárbara y en 2001 la empresa fue adquirida por General Dynamics. Por otro lado, en 1946 se creó la empresa Explosivos Alaveses S. A., posteriormente llamada Expal. En 2010 Expal adquirió la fábrica de pólvora de Javalí Viejo.
A finales de 1760 comenzó la intervención pública de las fábricas de armas de Cantabria y a partir de 1763 estas estuvieron directamente bajo dirección estatal. En 1769 fueron estatalizadas por completo y se entregó la dirección al Ejército y en 1781 al Cuerpo de Marina. En Gerona, el Cuerpo de Artillería dirigió entre 1776 y 1794 la fábrica de San Sebastián de la Muga, que producía balas, granadas y bombas. En 1777 se puso una fábrica de cañones y balas de hierro en Jimena de la Frontera, que existió hasta 1788.
En 1761 el Estado unificó los talleres de espaderos que estaban dispersos por Toledo y creó una fábrica de espadas. Entre 1860 y 1880 se creó en esta fábrica una industria militar cartuchera, aprovechando la energía generada por el río Tajo. Se instalaron las centrales de Carlos III, la de Azumel, la de la Isla, la del Ángel y la de Santa Ana. Además, se instalaron dos centrales térmicas: una de vapor y otra de diésel. Entre 1960 y 1980 se produce un aumento en la producción y la fábrica pasa a depender de la red eléctrica nacional. En 1932 pasó a ser parte del Consorcio de Industrias Militares y en los años 60 pasó a ser parte de la Empresa Nacional Santa Bárbara. Cerró en 1996. En 1961 los trabajadores de la fábrica crearon un club de fútbol, la Unión Deportiva Santa Bárbara, con la unión del Club Deportivo Carlos III y el Alcázar de Toledo Club de Fútbol. Este equipo llegó a Tercera División. También desapareció en 1996.
En Navarra, a causa del gran consumo de carbón de la fábrica de municiones de Eugi, en 1788 se creó otra fábrica en Orbaiceta. El no poder disponer de armamento de las fábricas de San Sebastián de la Muga y Orbaiceta en la Guerra del Rosellón, hizo que se crease la fábrica de armas de Trubia. En 1794 la fábrica de Sargadelos, de propiedad particular, empezó a producir munición. Orbaniceta y Trubia tuvieron que cerrar tras la invasión napoleónica de 1808. Ese año, Sargadelos empezó a producir solamente menaje para el mercado civil. La fábrica de Trubia continuó posteriormente con su producción de armas y en 1926 produjo el primer tanque español: el Trubia A4.
La fábrica de armas de La Vega fue fundada en 1794 en el palacio del Duque del Parque, conocido actualmente como el palacio del Marqués de San Feliz. En 1856 se trasladó al edificio del antiguo monasterio de la Vega y cerró en 2012.
En 1936 se creó una fábrica de armas en La Coruña. En 1937 comenzó a producir el fusil Mauser 9.72. En 1944 comenzó la producción del fusil Mauser Coruña. En 1958 se trasladó a su actual emplazamiento, en la localidad coruñesa de Pedralonga. En 1961 pasó a integrarse dentro de la Empresa Nacional Santa Bárbara. En 1962 empezó a producir el fusil CETME 7.62. En 1984 empezó a producir el fusil CETME 5.56. En 1986 empezó a producir la ametralladora Ameli 5.56. En 2001 la Empresa Nacional Santa Bárbara fue adquirida por General Dynamics. Ese año la fábrica de La Coruña empezó a producir el fusil HK G36-E. En 2007 empezó a producir el misil Spike LR, diseñado por la empresa israelí Rafael Advanced Defense Systems. En La Coruña también se fabrican el obús APU SBT y piezas del carro de combate Leopardo y del vehículo Pizarro. Tras el cierre de la fábrica de la Vega, en Asturias, se trasladó a esta factoría la producción del cañón Mauser MK-30 y el lanzagranadas LAG 40. En 2014 en esta fábrica se constituyó la empresa Hércules de Armamento S. L., pero en 2020 la abandonó. La fábrica pasó a ser propiedad de la Universidad de La Coruña, con la intención de instalar en ella un centro de tecnologías de la información y la comunicación (TIC).
En 1999 el Gobierno de España llegó a un acuerdo con la empresa alemana Heckler & Koch para dotar a las Fuerzas Armadas españolas del fusil HK G36. En 2001 Santa Bárbara Sistemas empezó a fabricar el fusil de asalto HK G36E, con licencia de la empresa Heckler & Koch. Este fusil ha sustituido al CETME en las Fuerzas Armadas de España. Entre 1999 y 2010, cuando finalizó la dotación, se fabricaron 75 000 fusiles para las Fuerzas Armadas españolas. En 2017 Alemania se planteó la retirada de este fusil de su ejército porque los ejemplares de fabricación alemana tenían problemas de calentamiento del cañón si se usaban de modo prolongado. No obstante, se han realizado pruebas con los fusiles con el cañón fabricado en La Coruña y no han dado ningún problema de ese tipo.
En 1926 se creó la fábrica de armas de Palencia. En los años 60 pasó a la Empresa Nacional Santa Bárbara, que en 2001 pasó a ser adquirida por General Dynamics. En 2013 esta fábrica fue adquirida por la empresa noruega Nammo. En 2015 el Ayuntamiento de Palencia le otorgó la Medalla de Oro de la Ciudad a la fábrica de armas y a las Congregación de las Hermanas Hospitalarias del Sagrado Corazón de Jesús, que regentan el hospital de San Luis de la ciudad desde 1889.
En el siglo XX hubo una fábrica de armas en Santovenia de Pisuerga, provincia de Valladolid. Esta fábrica fue propiedad de la Empresa Nacional Santa Bárbara. Los terrenos de la antigua fábrica forman parte de la base militar El Empecinado y en 2010 se creó en ellos una aldea artificial para realizar maniobras.

## Empresa Nacional Santa Bárbara
En 1949 el Instituto Nacional de Industria (INI) creó el Centro de Estudios Técnicos Materiales Especiales (CETME), encargado de la investigación y el desarrollo de armamento. En 1960 el INI creó la Empresa Nacional Santa Bárbara de Industrias Militares Sociedad Anónima, para la fabricación y comercialización de las armas para las Fuerzas Armadas. El primer presidente de la Empresa Nacional Santa Bárbara fue el teniente general José María López Valencia.
En 1981 CETME se convirtió en una sociedad anónima dependiente del INI, con capital social y personalidad jurídica propia. Esta organización tenía como propósito desarrollar y mejorar armamento ligero, municiones, equipos para torretas y armado de vehículos, sistemas de armas electrónicas, pólvora, artificios, explosivos, fábricas y procesos de industrialización para los prototipos. El arma más extendida creada por esta organización fue el fusil de asalto CETME 7.62.
En 1983 Santa Bárbara tenía dos fábricas de armamento ligero, dos de cartucherías y espoletas, una de armamento pesado (artillería y carros de combate) y otra de pólvora y explosivos. CETME y Santa Bárbara se fusionaron en 1984. En los años 70 el taller de montaje de blindados de la Real Fábrica de Artillería de Sevilla se situó en la zona de Las Canteras de Caballería del municipio de Alcalá de Guadaíra, donde había un campamento militar. En los años 70 fabricó el vehículo de combate AMX-30, con licencia de la empresa francesa GIAT. Estos AMX-30 fueron modernizados en el Proyecto Lince, de entre finales de los años 80 y principios de los 90. En 1993 se creó la división Santa Bárbara Blindados para la fabricación de carros de combate y la modernización de algunos modelos, como el M60, que fue diseñado para el Ejército de los Estados Unidos en 1960 con el nombre de Patton.
En 1995, siendo presidente Felipe González, las empresas del INI pasaron a estar a cargo de la Sociedad Estatal de Participaciones Industriales (SEPI).
En 1999 el Estado acordó la fabricación de 219 carros de combate Leopard 2E en la fábrica de Alcalá de Guadaíra, con una inversión de 317.709 millones de pesetas. Los primeros siete carros de combate fueron entregados al Ejército de Tierra en 2004 en un acto presidido por Juan Carlos I.
En 2001, siendo presidente José María Aznar, la empresa estadounidense General Dynamics compró la Empresa Nacional Santa Bábara por 831,9 millones de pesetas, por haber presentado una oferta mejor que las de las empresas alemanas Krauss-Maffei y Rheinmetall. La empresa pasó a denominarse Santa Bárbara Sistemas. General Dynamics invirtió 13.800 millones de pesetas para que las fábricas de Santa Bábara Sistemas produjeran componentes del carro de combate Abrams. General Dynamics realizó un contrato de 80.000 millones de pesetas para fabricar componentes de la lancha de desembarco AAAV de los marines. Así mismo, Santa Bárbara Sistemas también recibió un contrato de 40.000 millones de pesetas para fabricar componentes del vehículo blindado ligero LAV-III del Ejército de los Estados Unidos, que se produjeron sobre todo en la fábrica de Trubia. Santa Bárbara Sistemas también produjo componentes de carros de combate M1 Abrams.
En 1996 el Estado firmó un contrato con Santa Bárbara Sistemas para la fabricación de 144 vehículos blindados ASCOD Pizarro / Ulen por 41.583 millones de pesetas. Este vehículo blindado es conocido como Pizarro en España y como Ulen en Austria. Este vehículo es un proyecto conjunto de Santa Bárbara Blindados y la empresa austríaca Steyr-Daimler-Puch Spezialfahrzeug.
La fábrica de Trubia está especializada en la fabricación de barcazas para tanques y vehículos blindados. En 2014 el Ministerio de Defensa del Reino Unido hizo un contrato con General Dynamics UK de 4.400 millones de euros para la producción de 589 vehículos blindados ASCOD Pizarro / Ulan. Las barcazas de estos vehículos se producen en la fábrica de Trubia. En 2014 el Reino Unido contrató con General Dyamics la fabricación de 584 vehículos Scout SV, llamados posteriormente Ajax. La fabricación de todas las barcazas y el ensamblaje de cien de estos se dispuso en Santa Bárbara Sistemas.
En 2020 las empresas Santa Bárbara Sistemas, Indra, Sapa y Escribano Mechanical and Engineering formaron la sociedad anónima Tess-Defence, con sede social en Madrid, para la fabricación del vehículo blindado VCR 8x8 Dragón. El destino de este blindado es el Ejército Español, que busca sustituir los vetustos BMR 6x6. Los primeros siete blindados de este tipo se montaron en la factoría de Alcalá de Guadaíra. El resto serán producidos en la fábrica de Trubia. El objetivo es producir 348 unidades para 2027 y, al final, dotar al Ejército Español de un total de 998.

## Productos y programas

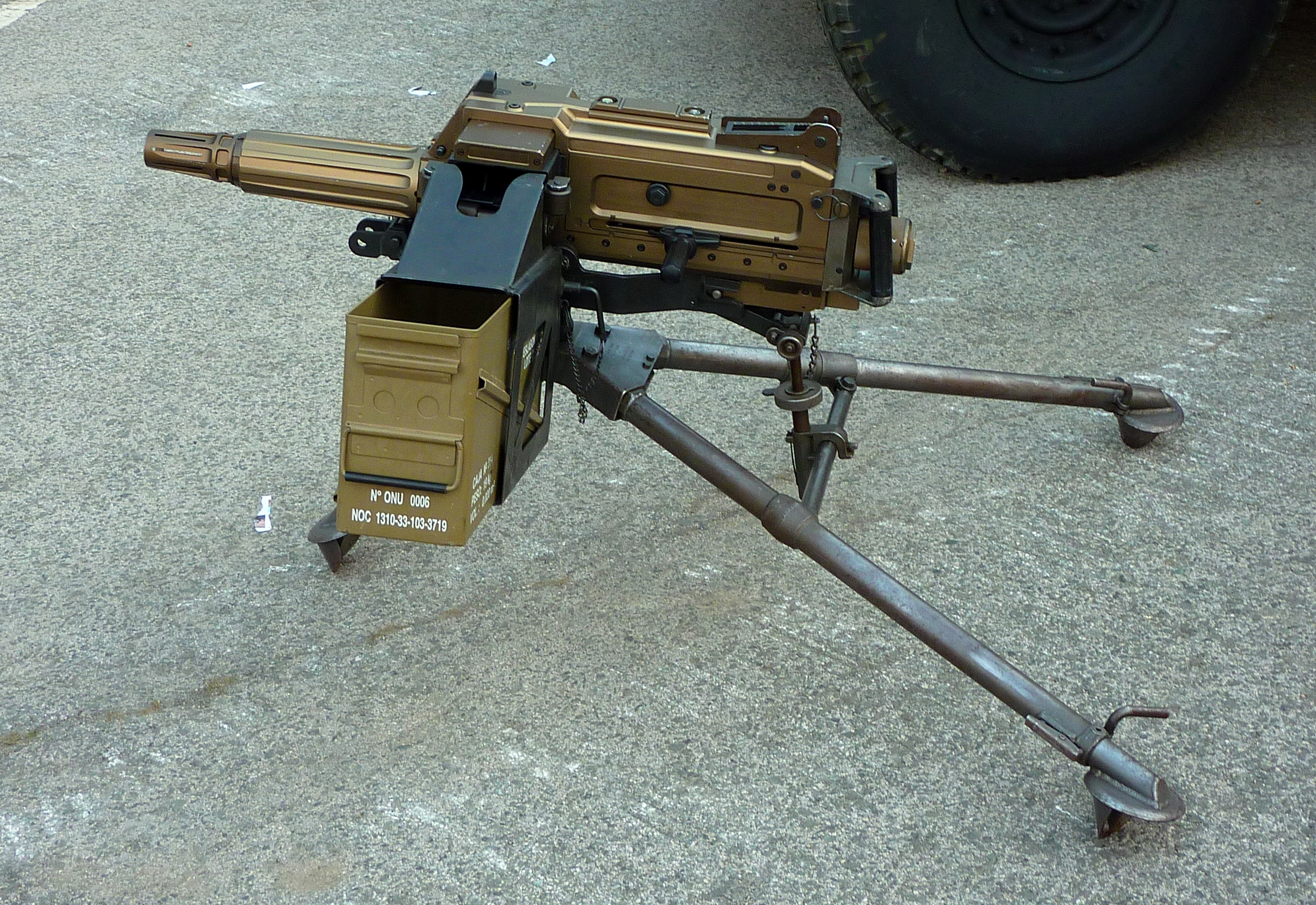
LAG 40.

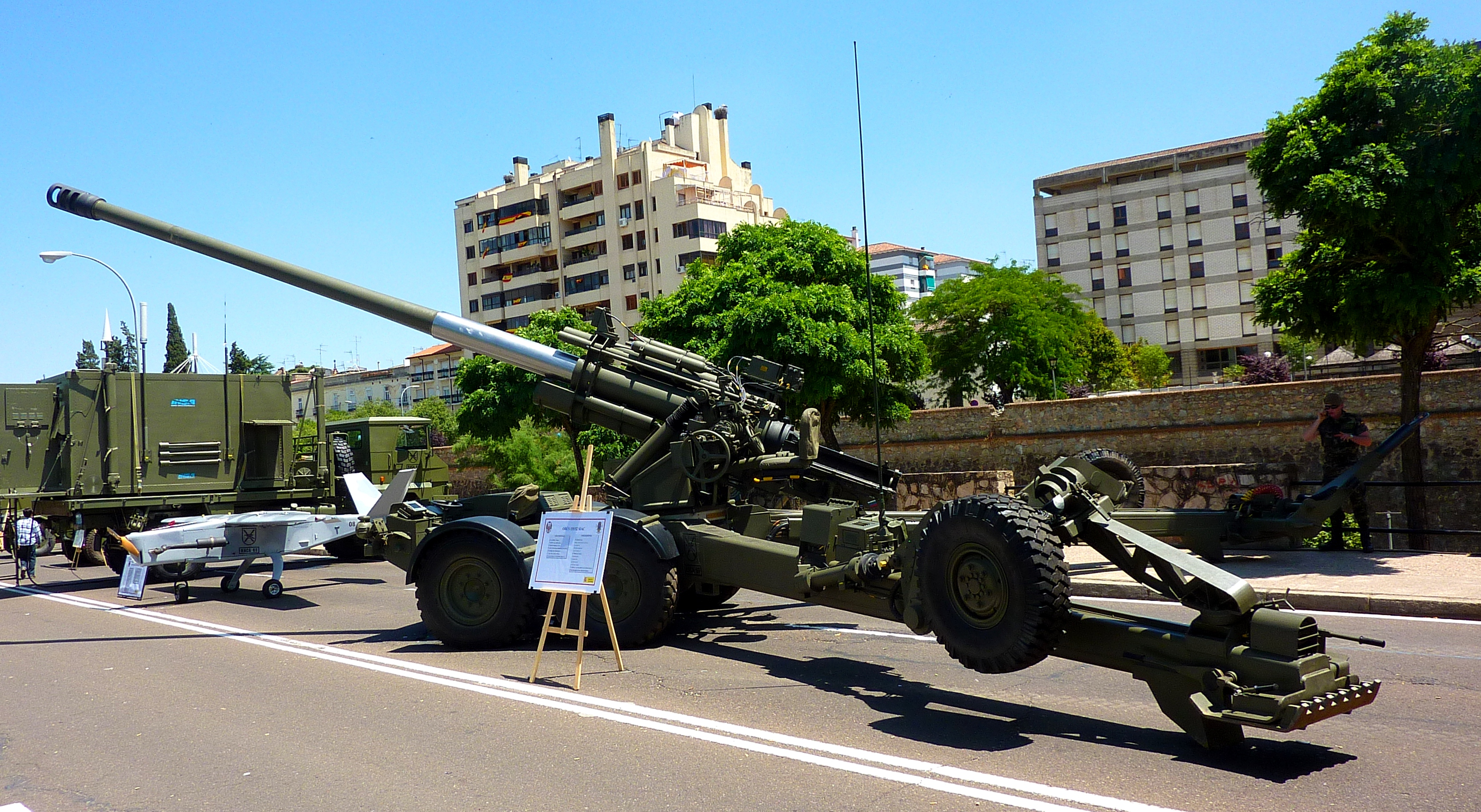
Obús 155/52 APU SBT.

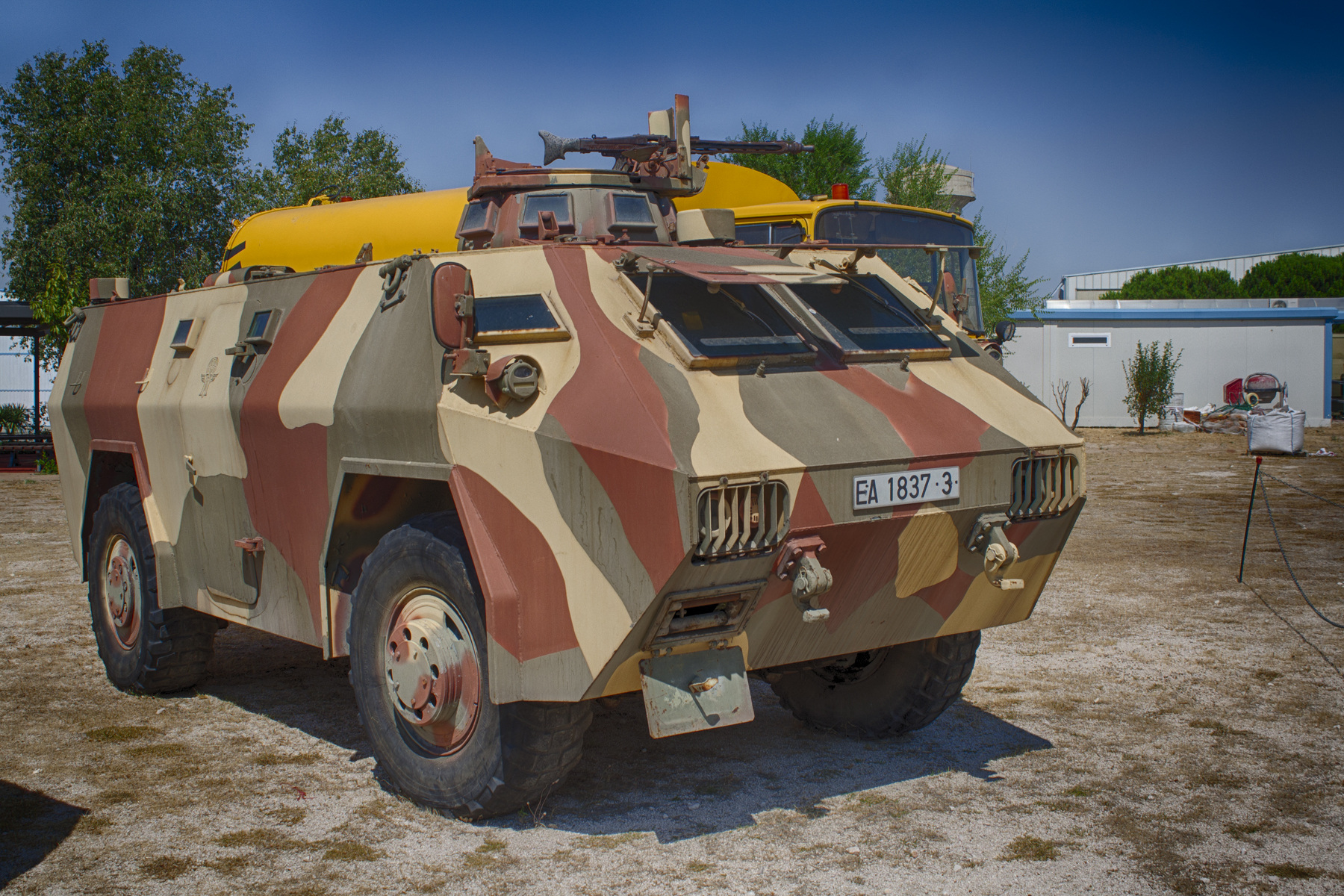
BLR Pegaso 3545.

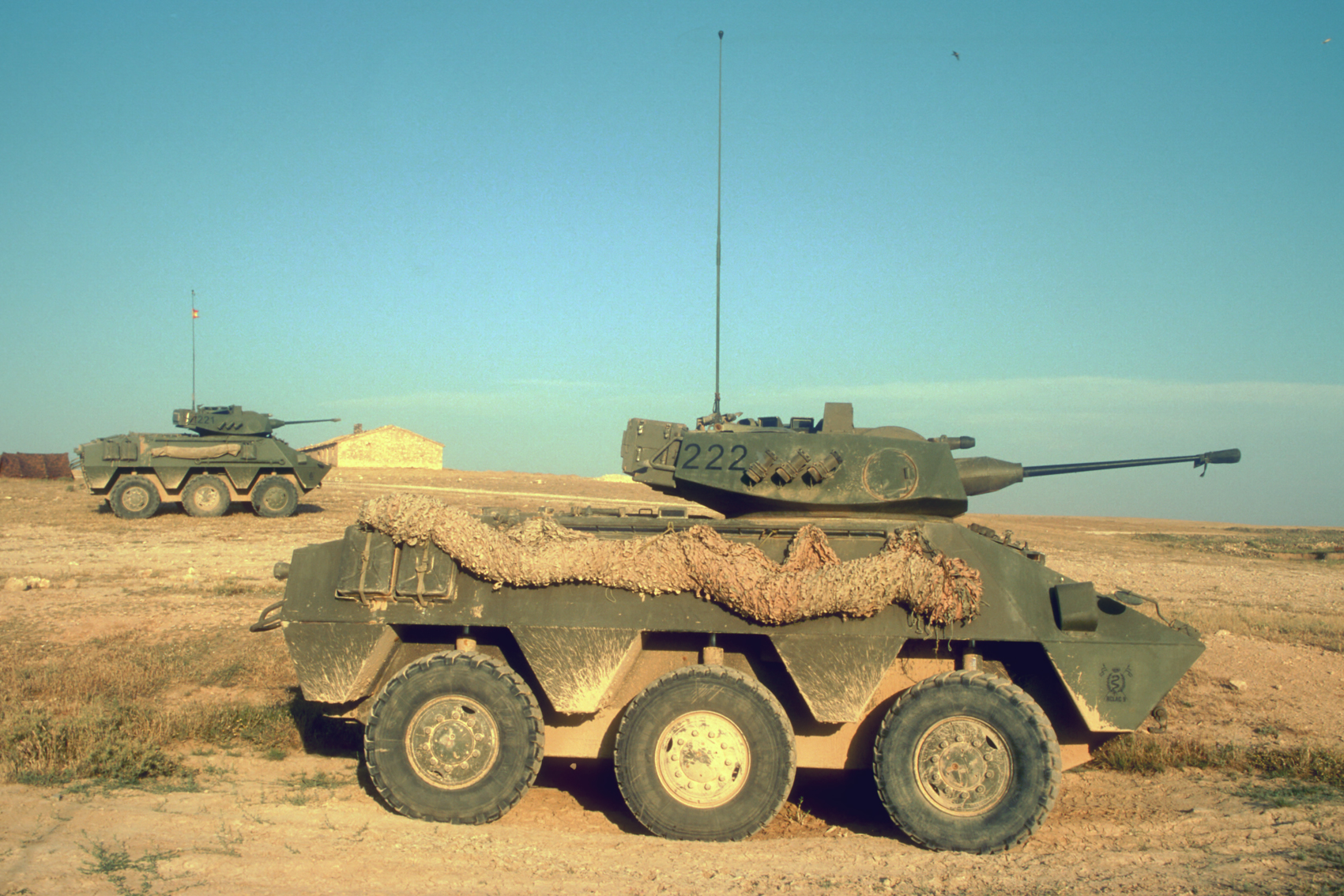
VEC-M1.

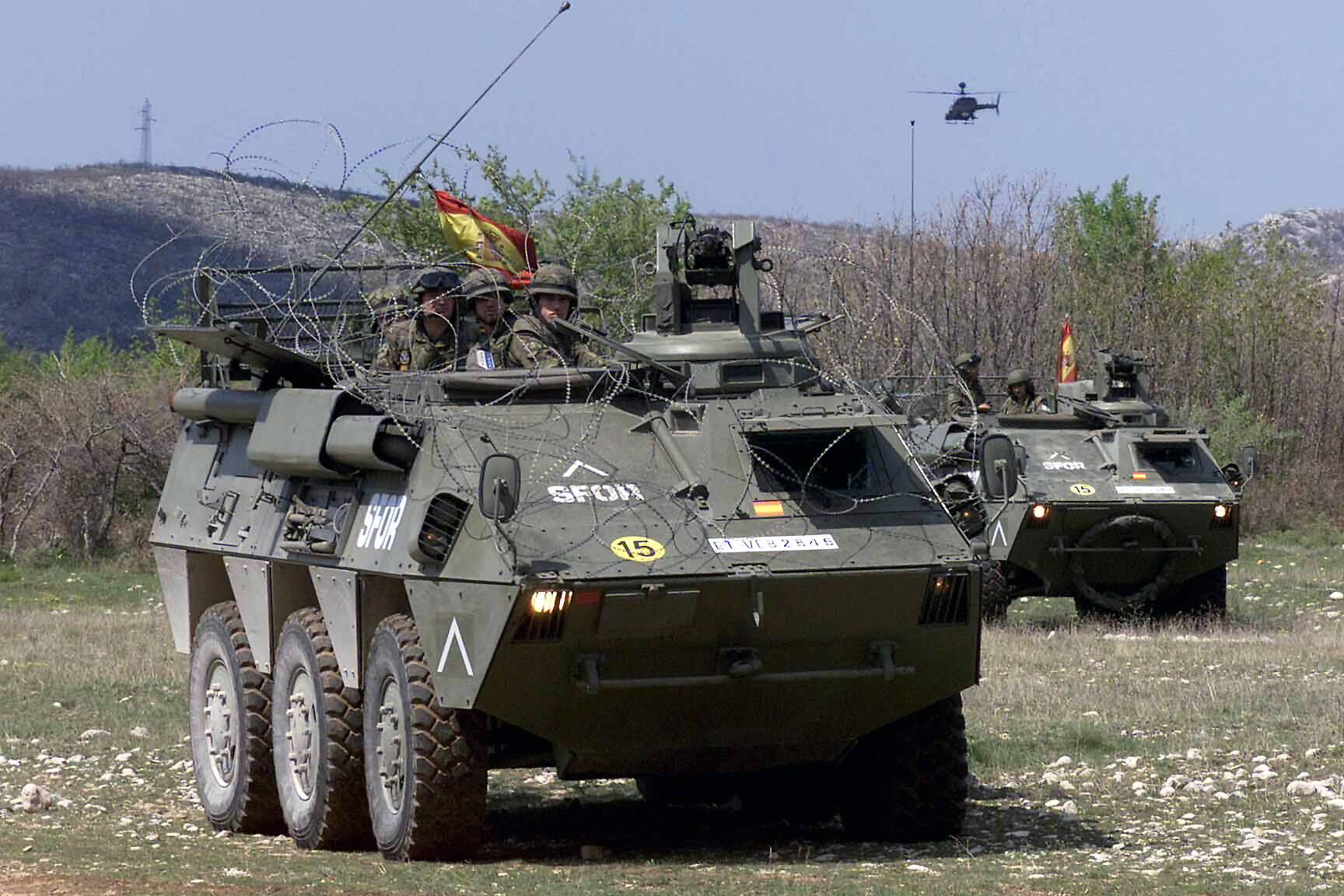
BMR.

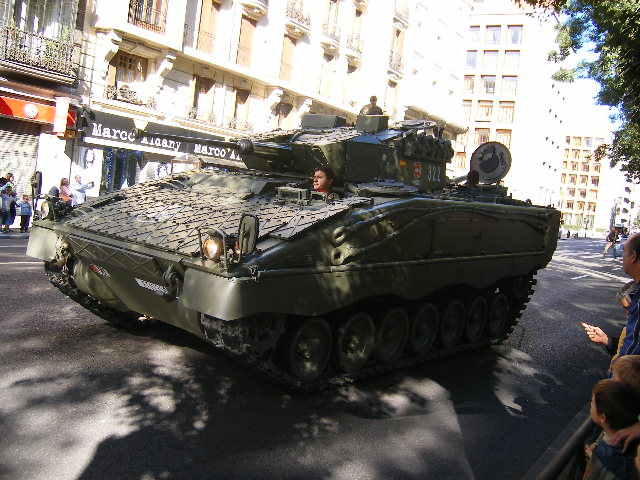
Pizarro.

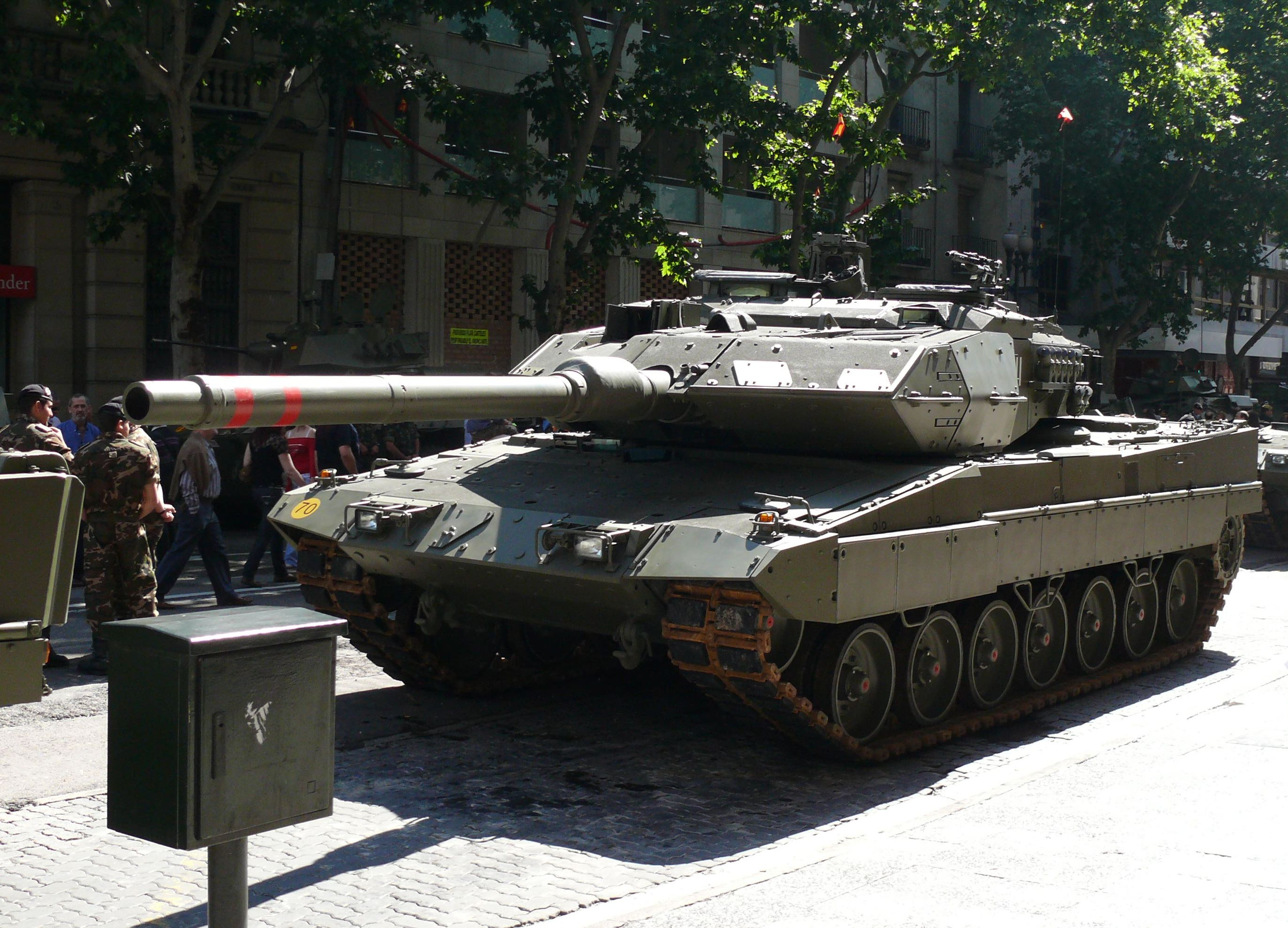
Leopardo 2E.

### Armas y sistemas
- CETME: fusil de asalto. Modelos A, B, C, L, LC y LV.[52]
- Heckler & Koch G36E: fusil de asalto.
- Mauser Mk30: cañón ligero.
- LAG 40: lanzador automático de granadas de 40 mm.[53]

- Ametralladoras:
  - Ameli: ametralladora ligera.[53]
  - Heckler & Koch MG4: ametralladora ligera.
  - Rheinmetall MG3: ametralladora media.[53]
  - Browning M2: ametralladora pesada.[53]

- Artillería:
  - Sistema de misil antiaéreo Roland I tiempo claro AMX-30: funciona en un chasis modificado de AMX-30 y fue desarrollado conjuntamente por la empresa francesa Euromissile y por Santa Bárbara Sistemas.[53]
  - Sistema de misil antiaéreo Roland II todo tiempo AMX-30: funciona en un chasis modificado de AMX-30 y fue desarrollado conjuntamente por la empresa francesa Euromissile y por Santa Bárbara Sistemas.[53]
  - Misil antiaéreo baja cota Roland: fue desarrollado conjuntamente por la empresa francesa Euromissile y por Santa Bárbara Sistemas.[53]
  - Obús 155/52 APU SBT.[53]
  - Lanzacohetes múltiple Teruel T2: fue desarrollado conjuntamente por la empresa Pegaso y por Santa Bárbara Sistemas.[53]
  - Torretas con artillería para carros de combate y otros vehículos. TC-3, TC-7, TC-9, TC-13, TC-19 y TC-25.
  - Obús 155/52 "SIAC"

### Municiones y pólvoras
- Pólvoras:
  - Pólvora DX.
  - Pólvora esferoidal.
- Municiones.
  - Artillería de campaña.
  - Pequeño calibre.
  - Calibres medios.
  - Municiones para carro de combate.
- Explosivos:
  - Cargas de corte y perforación.
- Cartuchos para caza.

### Vehículos blindados
- Vehículos de cadenas:
  - Pizarro: vehículo de combate de infantería y caballería.
  - Ajax: vehículo blindado de combate.

- Vehículos de ruedas
  - BLR: blindado ligero de ruedas.
  - BMR: vehículo blindado medio de ruedas.
  - Dragón: vehículo blindado medio sobre ruedas.
  - VEC; vehículo blindado de exploración de caballería.

### Programas de cooperación
- Vehículos blindados:
  - Leopardo 2E: carro de combate.
  - AMX-30E: carro de combate.
  - RG-31 Mk5E Nyala: vehículo blindado de combate.[54]

- Misiles:
  - Cabezas de misiles y otros componentes.
  - Programa Meteor.
  - Misil antitanque Spike: fabricación parcial y montaje de los adquiridos por el Ejército de Tierra y la Infantería de Marina españoles, bajo licencia de la empresa israelí Rafael Advanced Defense Systems Ltd.
- Fabricación para el sector civil.
  - Sector aeronáutico.
  - Tratamientos térmicos y superficiales.

### Programas de modernización
- Carros de combate:
  - AMX-30E: modernización del carro de combate.
  - M60 Patton: modernización del carro de combate.
- Vehículos blindados
  - BMR 2: modernización del vehículo blindado sobre ruedas.